# 엘라의 계곡
엘라의 계곡(In the Valley of Elah)은 2007년에 개봉한 폴 해기스가 감독, 각본을 맡은 미국의 범죄 드라마 미스테리 영화이며, 토미 리 존스, 샤를리즈 테론, 수전 서랜던등이 출연했다. 영화의 제목은 다윗과 골리앗이 전투를 벌인 성경의 계곡을 나타낸다.
폴 해기스의 엘라의 계곡은 등장 인물들의 이름과 장소등은 바뀌었지만 실제 사건을 바탕으로 하고 있다. 각본은 2004년 플레이보이 잡지에서 발행된 살인 사건에 대한 기사인 언론인 마크 볼의 "죽음과 불명예"(Death and Dishonor)에서 영감을 받았다.
군인 아버지가 그의 아들을 조사하는 내용을 묘사했으며, 아들의 시신을 찾은 후에는 아들의 살인범을 찾는다. 영화는 이라크 전쟁, 포로 학대, 전투 이후의 외상 후 스트레스 장애 (PTSD)등을 포함한 배경을 다루고 있다.

## 줄거리
은퇴한 군인 출신 트럭 운전사인 행크 디어필드는 이라크에서 돌아온 아들 마이크가 실종되었다는 소식을 듣고 아들을 찾아 나선다. 마이크가 복무했던 뉴멕시코의 군 기지에 도착한 행크는 아들의 소지품에서 휴대폰을 발견하고, 그 안의 영상들을 통해 아들의 실종 사건에 대한 단서를 찾으려 노력한다. 현지 경찰서의 여형사 에밀리 샌더스와 협력하지만, 군 당국은 사건을 마약 관련으로 몰아가려 한다.
마이크의 시신이 발견되면서 본격적인 수사가 시작된다. 행크는 아들의 죽음에 대한 진실을 파헤치기 위해 샌더스와 함께 사건 현장을 조사하고, 마이크와 함께 있었던 동료 군인들을 추적한다. 수사 과정에서 마이크의 신용카드 사용 내역을 통해 그가 죽기 전날 밤 동료들과 함께 식사를 했다는 사실을 알아내고, 술집에서 싸움에 휘말렸다는 사실도 밝혀낸다.
처음에는 모두 진술을 거부했지만, 결국 마이크의 동료들은 거짓 진술을 했다는 것을 인정하고, 그날 밤 일어났던 사건들을 고백한다. 마이크가 자신들을 술집에서 쫓아낸 후 동료들과 싸웠고, 이후 식사를 함께 했으며 매춘부를 방문한 뒤 마약을 구매하려 했다는 것. 행크는 마이크의 동료들이 아들의 죽음에 연루되었을 가능성을 받아들이려 하지 않지만, 결국 마이크의 동료 중 한 명인 페닝이 범인이라는 사실을 알게 된다.
페닝은 사소한 다툼 끝에 마이크를 살해했다고 자백한다. 행크는 그 과정에서 아들이 이라크에서 겪었던 고통과 트라우마, 그리고 그것이 동료들에게 미친 영향에 대해 알게 된다. 결국 행크는 아들의 유품을 정리하고 고향으로 돌아가 아들의 관을 덮었던 성조기를 거꾸로 게양하며 영화는 끝맺는다. 아들의 죽음의 진실을 밝히고 싶었던 아버지의 여정은 이라크 전쟁이 남긴 상처와 그로 인해 파괴된 영혼들을 조명하며 마무리된다.

## 캐스팅
- 토미 리 존스 - 행크 디어필드
- 샤를리즈 테론 - 에밀리 샌더스 형사
- 수전 서랜던 - 조앤 디어필드
- 조너선 터커 - 마이크 "위생병" 디어필드
- 제임스 프랭코 - 댄 카넬리 중사
- 조시 브롤린 - 버크월드 보안관
- 프랜시스 피셔 - 이브
- 웨인 듀발 - 뉴전트 형사
- 제이슨 패트릭 - 커크랜더 중위
- 빅터 울프(Victor Wolf) - 로버트 오르티즈 이병
- 브렌트 브리스코 - 호지 형사
- 그렉 세라노 - 매니 뉴네즈 형사
- 배리 코빈 - 아놀드 비크먼
- 브렌트 섹스턴 - 버크 중위
- 조 카잔 - 앤지
- 웨스 채텀 - 스티브 패닝 상병
- 글렌 타란토 - 웨인 형사
- 제이크 매클로플린 - 고든 보너 병장
- 션 휴즈 - 짐 오셔 대위
- 메커드 브룩스 - 에니스 롱 병장
- 릭 곤살레즈 - 휴대폰 수리사